# Regiunea Quinara
Reginea Quinara este una dintre cele 9 unități administrativ-teritoriale de gradul I ale statului Guineea-Bissau. Reședința regiunii este orașul Buba.

## Sectoare
Regiunea este divizată într-un număr de 4 sectoare:
- Buba
- Empada
- Fulacunda
- Tite